# Oil City (Pennsilvània)
Oil City és una població dels Estats Units a l'estat de Pennsilvània. Segons el cens del 2000 tenia 11.504 habitants.

## Demografia
Segons el cens del 2000, Oil City tenia 11.504 habitants, 4.762 habitatges, i 2.981 famílies. La densitat de població era de 984,9 habitants/km².
Dels 4.762 habitatges en un 30,2% hi vivien nens de menys de 18 anys, en un 44,8% hi vivien parelles casades, en un 12,7% dones solteres, i en un 37,4% no eren unitats familiars. En el 32,7% dels habitatges hi vivien persones soles el 16% de les quals corresponia a persones de 65 anys o més que vivien soles. El nombre mitjà de persones vivint en cada habitatge era de 2,37 i el nombre mitjà de persones que vivien en cada família era de 2,99.
Per edats la població es repartia de la següent manera: un 25,8% tenia menys de 18 anys, un 7,9% entre 18 i 24, un 27,2% entre 25 i 44, un 21,6% de 45 a 60 i un 17,5% 65 anys o més.
L'edat mediana era de 38 anys. Per cada 100 dones de 18 o més anys hi havia 84,8 homes.
La renda mediana per habitatge era de 29.060 $ i la renda mediana per família de 36.149 $. Els homes tenien una renda mediana de 30.072 $ mentre que les dones 19.697 $. La renda per capita de la població era de 14.696 $. Entorn del 16,2% de les famílies i el 19% de la població estaven per davall del llindar de pobresa.

## Poblacions més properes
El següent diagrama mostra les poblacions més properes.